# تصميم ذكي

التصميم الذكي أو الرشيد هو حجة دينية تقول بأن «بعض الميزات في الكون والكائنات الحية لا يُمكن تفسيرها إلا بمسبب ذكي، وليس بمسبب غير موجه كالاصطفاء الطبيعي». هذا المفهوم يعد شكلًا معاصرًا للدليل الغائي لوجود الله، يُقدم على أنه قائم على أدلة علمية بدلاً من الأفكار الدينية. وتم تعديله لتجنب الحديث حول ماهية المصمم أو طبيعته  وهي بنظر مؤيديها نظرية علمية تقف على قدم المساواة أو تتفوق على النظريات الحالية التي تتعلق بالتطور وأصل الحياة. إن مُنظري فكرة التصميم الذكي المعاصرة مرتبطون بمعهد دسكفري وهي منظمة أمريكية غير ربحية وبيت خبرة مقرها سياتل في واشنطن.
وترتكز فكرة التصميم الذكي على مفاهيم أساسية وهي التعقيدات المتخصصة والتعقيدات غير القابلة للاختزال والتي تدعي بأن هناك أنظمة بيولوجية معقدة بشكل معين بحيث لا يمكن تكونها عبر طرق طبيعية عشوائية، وهناك أيضًا مفهوم التوافق الدقيق للكون والمقصود به أنّ الكون قد صُقل بعناية ليسمح بظهور الحياة على الأرض.
أثار مفهوم التصميم الذكي جدلًا في المجتمع العلمي بسبب محاولة أنصاره إدخاله إلى مجال التعليم المدرسي، إضافة لجذبه عددًا من العلماء والفلاسفة، ومنهم الفيلسوف أنطوني فلو الذي أعلن تأييدهُ للتصميم الذكي وأن هناك مصمماً ذكياً يقف خلف التطور، ورجوعه عن الإلحاد.
يُتهم بأنه علمٌ زائف، هناك جزء من المجتمع العلمي لا يَعُد التصميم الذكي «نظرية علمية». فمثلا الأكاديمية الوطنية للعلوم صرّحت بأن التصميم الذكي والادعاءات التي تخص خلقاً خارقاً للطبيعة في أصل الحياة ليست علماً بسبب عدم إمكانية اختبارها بالتجربة ولأنها لا تُعطي أية توقعات، ولا تقترح أية فرضيات خاصة بها، وأن دراسات علمية دحضت دعوى أن أدلة التطور غير كافية، معتبرةً أن التصميم الذكي يحاول صُنع مأزق مفتعل بافتراضه أن أي دليل ضد التطور يمثل دليلاً لصالح التصميم الذكي.
يرى المعارضون لنظرية التصميم الذكي بأن هذه الحجة تم تطويرها من قبل مجموعة من الخلقيين الأمريكيين للتحايل على القانون الأمريكي الذي يمنع تدريس الخلقية في المدارس الحكومية انطلاقاً من قانون الفصل بين الكنيسة والدولة، لذا فإنهم قاموا بإنشاء نظرية التصميم الذكي كبديل عن نظرية الخلق، وحرصوا على استبدال المصطلحات الدينية بمصطلحات علمانية وتم تجسيد ذلك بكتاب مدرسي هو من الباندا والناس المنتج من قبل معهد دسكفري. وكان أول اختبار لإمكانية دخول التصميم الذكي إلى حصص العلوم في المدارس الأمريكية في ولاية بنسيلفانيا، وذلك عندما قرر أولياء الأمور لعدة طلبة مقاضاة مدارس أبنائهم لمنعها من تدريس التصميم الذكي، وهي القضية التي عرفت بقضية كيتسميلر ضد مدارس منطقة دوفر. وفي النهاية حكمت المحكمة الأمريكية بأن التصميم الذكي هو نوع من الخلقية وتدريسهُ يخرق التعديل الأول من الدستور الأمريكي وهو التعديل الذي يحظر على المسؤولين الأمريكيين استغلال مناصبهم لتمرير عقيدة محددة أو فرضها، إذ اعتبرت المحكمة أن التصميم الذكي ليس علماً وأنه يحمل طبيعة دينية في جوهره.

## فكرة التصميم الذكي
في عام 1859 أصدر عالم الأحياء تشارلز داروين كتابه «أصل الأنواع» الذي صار أشهر الكتب التي تحاول تفسير نشأة الكائنات الحية وأكثرها إثارة للجدل، ويضع داروين في كتابهِ نظرية تنص على أن جميع الكائنات الحية قد تطورت من كائنات حية أخرى أقل تعقيداً، حيث أن الطفرات الوراثية والانتخاب الطبيعي قد عملا سوياً على إنشاء كائنات أكثر تطوراً من أسلافها.
في ذاك الوقت لم يعرف العلماء عن الخلية سوى أنها بقعة بسيطة من البروتوبلازم تشبه الجيلي ولم يتغير هذا المفهوم حتى خمسينات القرن العشرين، وعند استكشاف دنا الخلية للمرة الأولى من خلال المجهر الإلكتروني، ورؤية الخلية بشكل مكبر قد أثار ثورة في علم الأحياء حيث اكتشف العلماء بأن هنالك عالم كامل داخل الخلية وإنها أبعد ما تكون عن البساطة، فلو كان العلماء في ذلك الوقت يظنون أن الخلية هي بدرجة تعقيد سيارة مثلا فإن درجة التعقيد المعروفة الآن عن الخلية هي بدرجة تعقيد المجرة (حسب وصف بيرلنسكي).
لذا بدأ العديد من العلماء بالتشكيك فيما كان هذا التعقيد الهائل قد تم بنائهُ بمحض الصدفة فقط، بل يبدو أنه تم تصميمه عن عمد من قبل مصمم ذكي خارق، على سبيل المثال، إذا وجد أحد علماء الآثار تمثالاً مصنوعاً من الحجر في حقل، سيستنتج أن التمثال قد صُنع، لأن الملامح التي يحملها التمثال تؤكد أن هناك شخصاً ذكياً قام بإنشائه ولا نذهب لافتراض أن العوامل المناخية (مثل الأمطار) قامت بنحتهِ ليصبح بهذا الشكل، لكننا أيضاً لن نبرر بنفس الإدعاء إذا وجدنا قطعة صخرية عشوائية الشكل ومن نفس الحجم.
ومن هنا نستطيع القول أن التمثال يحمل «علامات ذكاء» على عكس قطعة الحجر العشوائية الشكل، لذا فان مؤيدي التصميم الذكي يعملون على البحث عن الأنظمة البيولوجية التي تحمل علامات الذكاء الدالة على أنها لم تنشأ عن محض الصدفة، ومثل هذه الأنظمة ما يسمى «بالتعقيد اللا إختزالي» و«التعقيدات المتخصصة».

## أصل المفهوم
ناقش الفلاسفة مطولاً قضية أن التعقيد الموجود في الطبيعة يدل على وجود مصمم (خالق) طبيعي أو فوق طبيعي. مثل هذه النقاشات نجدها في الفلسفة الإغريقية حول وجود خالق طبيعي، ولقد برز هنا مصطلح فلسفي هو اللوغوس، الذي يشير إلى ترتيب ضمني في بنية الكون. يُعزى هذا المصطلح أساساً لهيراكليتوس في القرن الخامس قبل الميلاد، حيث قام بشرحه في محاضراته.
في القرن الرابع قبل الميلاد، وضع أفلاطون ما يدعوه "demiurge" طبيعي للحكمة العليا والذكاء العلوي كخالق للكون في عمله الشهير طيمايوس، وتحدث أرسطو أيضاً ومطولاً عن فكرة الخالق للكون وغالباً ما كان يشير إليه بالمحرك البدئي وذلك في كتابه الميتافيزيقا. أما شيشرون فهو يذكر في أعماله «في طبيعة الآلهة» (عام 45 ق.م)، أن «القوة الإلهية موجودة في مبدأ العقل الذي يسيطر على كامل الطبيعة»
هذا الأسلوب في الاحتجاج والاستنتاج وتطبيقه للوصول لإثبات وجود خالق فوق-طبيعي عرف لاحقاً باسم الدليل الغائي لوجود الله. والشكل الأكثر أهمية لهذه الحجة نجدها في أعمال توما الأكويني، فموضوع التصميم أصبح خامس براهين الأكويني الخمسة لإثبات وجود الله الخالق.
نستطيع أن نرى هذه الطريقة بالاستدلال في الفلسفة الإسلامية، فنجد ابن سينا يشرح ما يسميه «العناية» في كتبهِ المتعددة، حيث يقول عن تلك العناية: «ولا لك سبيل إلى أن تنكر الآثار العجيبة في تكون العالم، وأجزاء السماويات، وأجزاء النبات والحيوان، مما يصدر اتفاقا، بل يقتضي تدبيرا ما».
تطور هذا الفكر من قبل ويليام بالي في كتابه Natural Theology",
الذي شرح فيها جدليته الشهيرة مماثلة صانع الساعات، التي ما تزال تُستخدم حتى اليوم في حجج التصميم الذكي. وفي أوائل القرن التاسع عشر قادت مثل هذه الحجج إلى تطوير ما يُدعى اليوم بالإلهيات الطبيعية، أي دراسة علم الأحياء ضمن البحث عن «عقل الإله» (طريقته في خلق وترتيب الكون).
هذه الحركة أنعشت من جديد حركة جمع المستحاثات والعينات البيولوجية التي أدت إلى نظرية التطور التي صاغها داروين في كتابه أصل الأنواع.
نفس النهج لكن بافتراض أن مصمماً إلهياً قد وضع عملية التطور في مسارها قاد لتشكل ما يُدعى اليوم بنظرية التطور الإلهي، وهو اعتقاد بأن نظرية التطور والعلوم الحديثة متوافقة تماماً مع فكرة وجود خالق فوق طبيعي.
في أواخر القرن العشرين بدأت حركة التصميم الذكي كتطور ضمن الإلهيات الطبيعية التي تبحث عن تغيير في أسس العلوم والتنقيب في نظرية التطور وصياغتها. يمكن اعتبار التصميم الذكي كنوع من نظرية ثورية تحاول توسيع النظريات القديمة لتفسير النتائج الجديدة (من مكتشفات حديثة وتطور علم الإحاثة) لكن الحجج الأساسية تبقى نفسها: النظم المعقدة تقتضي وجود مصمم ولا يمكن وجودها اعتباطاً. من الأمثلة التي اُستخدمت سابقاً في هذا السياق: العين (أو النظام الإبصاري)، الجناح المرّيش لطيران الطيور، أما حالياً فهناك أمثلة بيوكيميائية مثل: وظائف البروتين، وتخثر الدم، وسياط الجراثيم.

## أصل المصطلح

كتاب من الباندا والناس صدر عام 1989 أول كتاب يتبنى مصطلح التصميم الذكي بشكل منهجي

بدأ استعمال مصطلح «التصميم الذكي» بشكل كبير بعدما حكمت المحكمة الأمريكية عام 1987 بأن تدريس الخلقية غير متوافق مع الدستور الأمريكي لذا فهو ممنوع من التدريس في مناهج العلوم في المدارس الحكومية.
والكتاب الأول الذي استعمل المصطلح بشكل منهجي هو كتاب «من الباندا والناس» للكاتبين ديفس وكينون. يقول جارس تاكستون بأنه أخذ المصطلح من علماء ناسا وقال في قرارة نفسه: «هذا بالضبط ما أحتاجه، إنه مصطلح هندسي جيد». بدأ الاستعمال الأول للمصطلح في المؤتمر الذي عقده تاكستون في يونيو 1988 وكان المؤتمر يتكلم عن تعقيد المعلومات الموجودة في ال DNA.
كتاب عن الباندا والناس نشر في 1989 وكان الكتاب الأول الذي يستعمل وبشكل متكرر عبارات «التصميم الذكي»، و«نظرية التصميم» و«أنصار التصميم» ليمثل بداية حركة «التصميم الذكي» المعاصرة. ليس هذا فقط بل اشتمل الكتاب على 15 مصطلحاً جديداً ليكون الكتاب معجمًا جديدًا للمصطلحات الخلقية ليواجه نظرية التطور بلا استعمال لغة دينية.
تعرض الكتاب لانتقادات من المعارضين للتصميم الذكي حيث صرّح المركز الوطني لتعليم العلوم بأن الكتاب يقدم العديد من الادعاءات غير المستندة إلى إثباتات. بينما اعتبر مايكل روس الكتاب «لا قيمة له وغير نزيه». بينما صرح الاتحاد الأمريكي للحريات المدنية بأن الكتاب هو أداة سياسية تستهدف الطلاب الذين «لا يعرفون الجدل بين نظرية التطور والخلقية».

## المفاهيم المتعلقة بالتصميم الذكي
إن المفاهيم التالية هي خلاصة المفاهيم الأساسية للتصميم الذكي، متبوعة بموجز النقد الموجه إليها. النقاشات المضادة لهذا النقد غالباً ما تكون موجهة من قبل مؤيدي التصميم الذكي، كما تكون النقاشات المضادة لهذه النقاشات من قبل الناقدين.. إلخ.

### الأنظمة المعقدة غير القابلة للاختزال
أول من استعمل هذا المصطلح هو العالم مايكل بيهي في كتابه صندوق داروين الأسود المطبوع عام 1996 وهو يعرفها كالتالي:
«نظام فريد مكون من العديد من الأجزاء المتفاعلة المترابطة مع بعضها بشكلٍ جيد والتي تساهم في الوظيفة الأساسية للنظام، وإزالة أي جزء من هذه الأجزاء سيؤدي إلى توقف النظام عن العمل.»

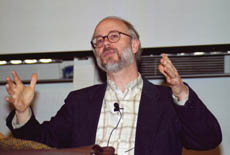
مايكل بيهي رائد حجة التعقيد غير القابل للاختزال

يقول تشارلز داروين في كتابه الشهير أصل الأنواع: «إذا ثبت عدم توافر التغييرات البسيطة المتوالية بكثرة على عضو بيولجي فإن نظريتي تتحطم قطعاً». وهنا يجادل مايكل بيهي بأن هناك بالفعل أنظمة معقدة مكونة من أجزاء مترابطة بحيث لا يمكن توقع إنشائها تدريجياً وعبر خطوات بسيطة.
يحاول ديمسكي أن يفصل بين الأنظمة المبنية بشكل تراكمي والأنظمة غير القابلة للاختزال فيقول لو كانت مُكونات النظام مرتبة بشكل تسلسلي فإن إزالة مكونات معينة لا تؤدي أبداً إلى انهيار النظام بكامله، أما إذا كانت إزالة أي من مكونات نظام تتسبب بانهياره فإن هذا النظام لا يعتبر اختزالياً.
فمثلاً، تعتبر المدينة نظاماً متراكماً حيث نستطيع أن نزيل بعض (أو كل) المباني أو الخدمات أو الشوارع ولن يؤدي ذلك لانهيار للمدينة حيث تبقى قادرة على إتمام وظيفتها، أما مصيدة الفئران -مثلا- مكونة من العديد من القطع المتفاعلة مع بعضها البعض: القاعدة، الطعم، النابض، الماسك. ويجب أن تكون جميع هذه القطع في مكانها حتى تعمل المصيدة. إن إزالة أي من هذه الأجزاء يعطل عمل مصيدة الفئران، وبالتالي فهي تعقيد غير قابل للاختزال. يؤكد مؤيدو التصميم الذكي أن الاصطفاء الطبيعي لا يمكن أن يخلق أنظمة معقدة غير قابلة للاسترجاع، لأن الوظيفة الناتجة بفعل الاصطفاء الطبيعي تتواجد فقط عندما تكون كل الأجزاء مجمعة.
أمثلة بيهي حول الآليات البيولوجية المعقدة غير القابلة للاختزال تتضمن السوط الموجود في بكتريا الإشريكية القولونية، اندفاعات تخثر الدم، الأهداب، نظام المناعة التكيفي.
يشير النقاد  إلى أن حجة الأنظمة المعقدة غير القابلة للاختزال تفترض بأن الأجزاء الضرورية لنظام ما كانت دائماً ضرورية له، لذلك من غير الممكن أنها أضيفت بشكلٍ متعاقب. وهم يناقشون بأن شيئاً ما يكون في البداية مفيداً فحسب سيصبح لاحقاً شيئاً ضرورياً، خلال تغير المكونات الأخرى.
إضافة إلى ذلك، يناقش النقاد أن التطور يستمر عبر تبديل الأجزاء الموجودة سابقاً، أو عبر إزالتها من النظام، بدلاً من إضافتها، وهذا ما يشار إليه أحياناً بـ«اعتراض التسقيل» تشبيهاً بعملية التسقيل (الإسناد أو الدعم بسقالات) والتي يمكن أن تدعم بناءً «معقداً غير قابل للاسترجاع» حتى يكتمل ويصبح قادراً على الانتصاب بمفرده.

### التعقيدات المتخصصة
في عام 1986 استعمل عالم الكيمياء الفيزيائية تشارلز تاكستون مصطلح «التعقيدات المتخصصة» أثناء ادعائه بأن المعلومات الموجودة في ال DNA مخصصة من قبل مصمم ومن الأكيد أنها أُنشئت من قبل مصمم ذكي، إن مفهوم التعقيدات المتخصصة كما هو مستعمل الآن كحجة من حجج التصميم الذكي تم تطويره من قبل الرياضي، الفيلسوف واللاهوتي ويليام ديمبسكي. يقول ديمبسكي أنه عندما يبدي شيء ما تعقيداً متخصصاً (أي عندما يكون معقداً ومتخصصاً بنفس الوقت) فإننا نستطيع أن نقول أنه قد أُنتج من قبل مسبب ذكي (أي أنه قد صُمم) عوضاً عن القول بأنه كان نتيجة للعمليات الطبيعية.

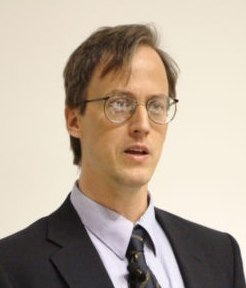
ويليام ديمبسكي مقترح مفهوم التعقيدات المتخصصة

يستخدم ديمبسكي المثال التالي: «أن أحد أحرف الأبجدية هو متخصص بدون أن يكون معقداً. جملة طويلة من الأحرف العشوائية هي تعقيد دون أن تكون متخصصاً. قصيدة لشكسبير هي تعقيد متخصص»، أي أن الحرف الواحد يعتبر متخصص لأنه يحمل صوتاً معيناً يعتبر خاصية لذلك الحرف، أما الجملة المكونة من حروف عشوائية فهي معقدة لاحتوائها على العديد من العناصر لكنها ليست متخصصة لأنها لا تعطي معنى فهي مجرد جملة غير مفهومة، ولكن جمل معقدة وذات معنى محدد مثل قصيدة شكسبير فهذا يمثل تعقيداً متخصصاً حسب تفسير ديمبسكي.
يقول ديمبسكي أن تفاصيل الكائنات الحية يمكن أن توصف بشكل مشابه للمثال أعلاه خصوصاً نماذج التتابع الجزيئي في الجزيئات البيولوجية الوظيفية مثل ال DNA.
أجرى ديمبسكي حسابات معقدة لاستنتاج ما سماه «الحد الكوني للاحتمال» وقد استنتج هذا الحد من الحسابات:
- 1080 وهو عدد الجسيمات الأولية في الكون.
- 1045 وهو العدد الأكبر من العمليات الفيزيائية المحتمل حدوثها في الثانية الواحدة.
- 1025 هو عمر الكون (منذ الانفجار الكبير إلى الآن) بالثواني.

والآن 8010 * 4510 * 1025=15010 وهذا الرقم يمثل الحد الأعلى من العمليات الفيزيائية التي يمكن أن تكون قد حدثت للجسيمات الأولية منذ الانفجار الكبير إلى الآن. إذن إن أقل احتمالية لحدوث حدث ما بشكل عشوائي خلال تاريخ الكون هو واحد من 10150 أما الأحداث التي تكون قيمة احتمالها أقل من هذه القيمة فهي من غير الممكن حدوثها بكوننا بشكل عشوائي. لذا يعرّف ديمبسكي المعلومات المعقدة المتخصصة بأنها أي شيء احتمال حدوثه في الطبيعة أقل من 1 من 10150.
يقول النقاد أن هذا التعريف هو حشو: المعلومات المعقدة المتخصصة لا يمكن حدوثها طبيعياً لأن ديمبسكي قد عرفها كذلك، لذا السؤال الحقيقي يصبح إمكانية وجود المعلومات المعقدة المتخصصة في الطبيعة أم لا،  إن الثبات من ناحية المفاهيم في نقاش ديمبسكي للتعقيدات المتخصصة كان موضع جدل داخل المجتمع العلمي.

### التوافق الدقيق للكون
من أهم الحجج التي يستعين بها المدافعون عن التصميم الذكي خارج علم الأحياء هو ما يسموه «التوافق الدقيق للكون» حيث يقولون أن الحظ والاحتمال لا يجد سبيلاً لتفسير هذا التوافق. عناصر هذا التوافق الكوني هي الثوابت الفيزيائية المعروفة مثل الجاذبية والقوة النووية وغيرهما.
يعتقد عالم الفيزياء الفلكية غييرمو غونزاليس بأن أياً من الثوابت الفيزيائية لو تغيرت -ولو بشكل طفيف- فإن هذا سيؤدي إلى إحداث تغييرات عظيمة في الكون تؤدي إلى استحالة تكوين الكثير من العناصر الكيميائية والكثير من الخصائص الكونية مثل المجرة. لذا يرى المدافعون عن التصميم الذكي أن هذه الثوابت والميزات تحتاج إلى مصمم ذكي لضمان تكوين الكون والحياة.
يعدد مارتن ريس الثوابت التي ينطبق عليها التوافق الدقيق للكون وهي:
- N: النسبة بين قوة الجاذبية إلى القوة الكهرومغناطيسية.
- إبسيلون (ε): القوة التي تربط النوكليون مع نواة الذرة.
- أوميغا (ω): الأهمية النسبية للجاذبية وتوسع الطاقة في الكون.
- لامدا (λ): الثابت الكوني.
- َQ: نسبة قوة الجاذبية اللازمة لسحب مجرة كبيرة إلى الطاقة المكافئة لكتلتها.
- D: عدد من الأبعاد المكانية في الزمكان.

في الجهة المقابلة يرى العلماء المنتقدون للنظرية بأن هذه الحجة غير قائمة على أية أدلة. حيث يعتقد عالم الفيزياء التطبيقية فيكتور شتينجر بأن التصميم الذكي ونظرية المبدأ الإنساني ليست إلا ضرباً من الطوطولوجيا، فمن وجهة نظره إن هذه النظرية تحاول الإثبات أن الحياة قابلة للوجود لأن الكون قابل لدعم هذه الحياة. إلا أن اعتبار عدم وجود للحياة في حال كان الكون متغيرًا غير قائم على أدلة وليس سوى توسلا بالمجهول، فالحياة كما نعرفها قد تكون غير موجودة لو تغيرت القوانين الفيزيائية للكون لكن من الممكن أن تكون هناك حياة أخرى مختلفة متوافقة مع هذه القوانين المختلفة للكون بدلاً من الحياة الموجودة حالياً. كما أن العديد من النقاد يعتقدون أن مسألة التغييرات الطفيفة في الثوابت الفيزيائية لن تؤدي إلى إنشاء كون متغير بشكل كبير عن الكون الذي نعرفه وإنما سيكون الكون هذا الكون المتغير مشابه إلى درجة كبيرة للكون الذي نعرفه.

### المصمم
المدافعون المعاصرون عن فكرة التصميم الذكي يحاولون طرح نظريتهم بطريقة علمانية ويحاولون قدر الإمكان الابتعاد عن تعريف المصمم الذكي (أو المصممين) المفترض. إن فرضية التصميم الذكي تنص على تدخل مصمم كبير لتصميم كل الحياة والكون الذي نعرفه وبالتالي فإن الله المعرف بالديانات قد يكون الوحيد القادر على قيام بتدخل بهذا الحجم، بالتالي فإن الفرضية قد تقودنا إلى اعتبار الله هو المصمم من دون أن تنص على ذلك صراحة.
يقول دمبسكي أن الكائنات الفضائية قد تستوفي المتطلبات لتكون المصمم الذكي. وفي عام 2000 أشار الفيلسوف روبرت بينوك إلا أن المعتقدات الرائيليين تعتبر مثالاً حياً عن اعتبار الكائنات الفضائية هي المصمم الذكي للحياة. لكن من تعريف التصميم الذكي، القائم على أن «الكون يعرض خواص تدل على أنه تم تصميمه» نصل إلى مفارقة مهمة، وهي إذا كانت الكائنات الفضائية قد صنعت الحياة على الأرض فكيف صممت الكون الذي تعيش فيه هي نفسها؟ لذا نجد دمبسكي يعود ليقول بأنه لا يوجد هناك مصمم «مادي» قد يكون ترأس تكوين الكون أو الحياة.
الغموض الذي يحيط بماهية المصمم يمكن أن يستعمله مؤيدو التصميم الذكي في الرد على تساؤلات المنتقدين. مثلا يتساءل جيري كوين قائلاً: لماذا يعطينا المصمم طريق لصناعة الفيتامين سي لكنه يدمر ذلك الطريق بتعطيل أحد إنزيماته (مورثة كاذبة)؟ ويتسائل أيضا فيقول: لم لا تحوي الجزر في المحيط على الزواحف والثدييات والبرمائيات وأسماك المياه العذبة مع أن الأجواء في تلك الجزر ملائمة لعيش تلك الانواع وتكاد لا تختلف مقومات الحياة فيها عن باقي الأراضي في القارات، فلماذا لم يقم المصمم الذكي بوضع تلك الكائنات هناك؟
يجيب العالم بيهي في كتابه «صندوق داروين الأسود» بأنه من غير الممكن معرفة نوايا وأهداف وحكمة المصمم، لذا فإن هكذا تساؤلات لا يمكن الإجابة عليها بطريقة محكمة. حيث من الممكن القول بأن المصمم أراد أن يتباهى بقدرته التصميمية من خلال إنشاء ظواهر غريبة أو أن يكون ذلك لهدف علمي لم نكتشفه بعد أو لسبب ما لا يمكننا توقعه. وهنا يصر كوين على تساؤله ويستطرد قائلا: «إما أن تكون الحياة قد انشئت من التطور وليس من التصميم الذكي أو أن المصمم هو مخادع صمم الحياة بحيث تبدو وكأنها انشئت من التطور».
المدافعون عن التصميم الذكي يرفضون حجة ضعف التصميم التي يثيرها المنتقدون، فيقول بول نيلسون وبإصرار بأننا لم نفهم مثالية التصميم. أما بيهي فيقول إنه ليس من الضرورة أن يقوم المصمم بإنتاج أفضل تصميم قادر على انشائه. بيهي يعطي مثالاً فيقول أن ذلك يشبه الوالد الذي لا يريد أن يدلل طفله بألعاب باهظة الثمن، وقد يكون كمال التصميم ليس من أولويات المصمم. لذا لا يمكن القيام على كل جوانب موضوع ضعف التصميم بدون معرفة شخصية المصمم وبالتالي دوافعه." موضوع عزو الأمور إلى عدم معرفة دوافع المصمم تجعل نظرية التصميم الذكي غير رصينة علمياً. يعتقد فيليب جونسون بأن للمصمم هدفاً لكل شيء، فمثلاً هو قد صمم مرض الإيدز لمعاقبة الممارسين للأعمال اللاأخلاقية، لكننا بالطبع لا يمكننا التأكد بطريقة علمية من صحة هذه الدوافع.
اعتبار وجوب وجود مصمم للحياة المعقدة والكون يثير تساؤلاً مهماً وهو «من صمّم المصمّم؟»، هنا يقول المدافعون عن التصميم الذكي بأن الإجابة عن هذا التساؤل ليس من تخصص فرضيتهم. وهنا يشن ريتشارد واين هجوماً لاذعاً فيقول: «استدعاء كائن غير مبرر لتفسير أصل وجود الكائنات الأخرى (نحن) ليس إلا مصادرة على مطلوب، حيث أنهم أثاروا سؤالا بنفس المقدار من الإشكالية في محاولتهم للإجابة عن السؤال الأول». يرى ريتشارد دكوينز بأن لا حاجة لوجود مصمم لإنشاء الكون، وإن أية محاولة لعزو إنشاء الكون إلى مصمم وفي ظل انعدام الأدلة وغياب القدرة على الرصد يثير سؤال «من صمم المصمم؟» وهذا سيقودنا إلى الدوران في حلقة مفرغة لا يستطيع المدافعون عن التصميم الذكي فيها إلا الهروب إلى الدين أو الوقوع في التناقض المنطقي.

## حركة التصميم الذكي
انبثقت حركة التصميم الذكي من المعتقدات الخلقية في عام 1980. العلماء والمختصون تساندهم المحكمة الأمريكية الفدرالية يرون أن نظرية التصميم الذكي هي معتقد خلقي أو على الأقل قريب جدًا من المعتقدات الخلقية التقليدية. وبعض العلماء يسمون النظرية بـ«نظرية التصميم الذكي الخلقية».

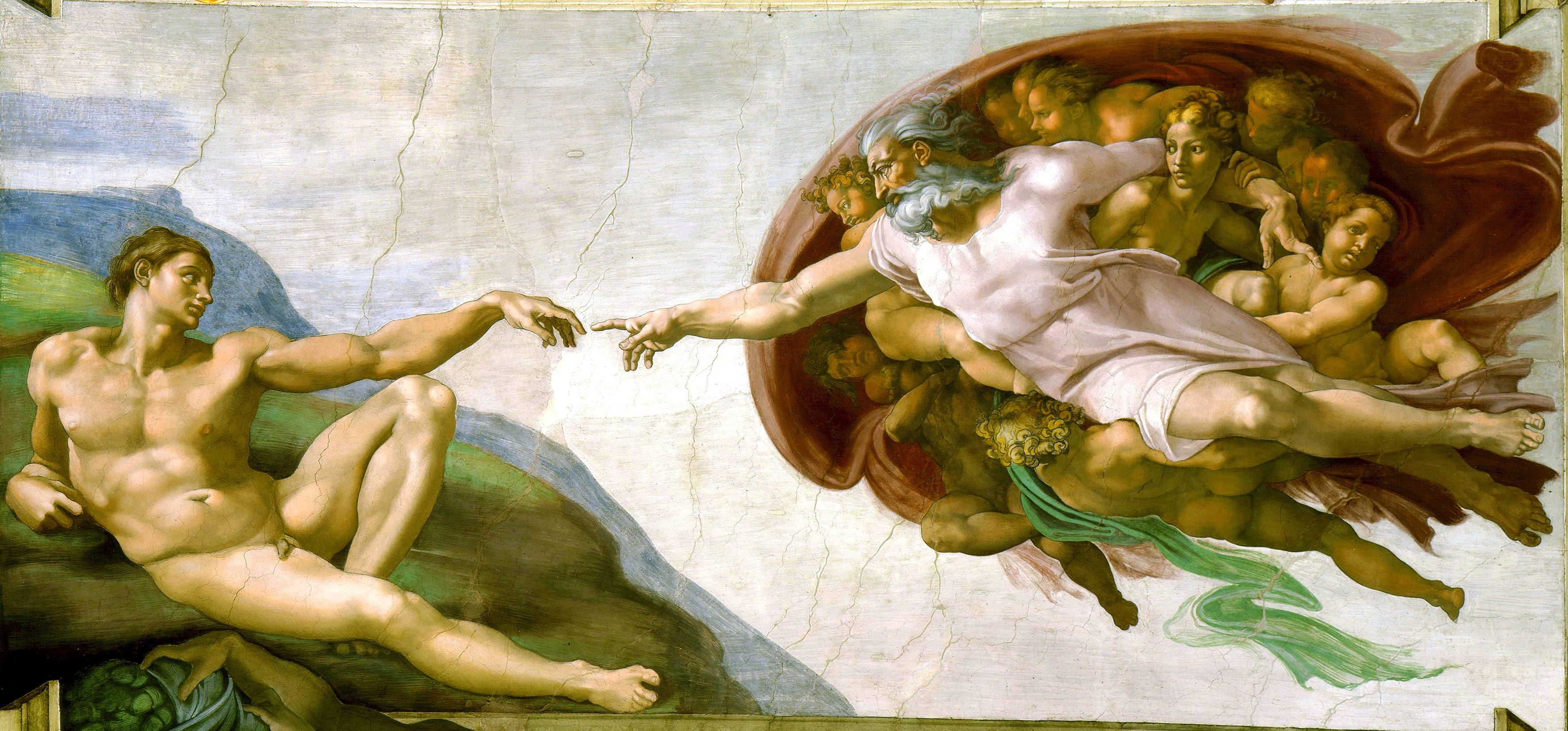
شعار المركز لتجديد العلم والثقافة التابع لمعهد دسكفري يمثل خلق آدم (ميكيلانجيلو) من سقف كنيسة سيستينا. فيما بعد تم استعمال شعارات لها دلالة دينية أقل وتم تغيير الاسم إلى المركز للعلم والثقافة

المقر الرئيسي لحركة التصميم الذكي موجود في المركز للعلم والثقافة (CSC)، المنشأ في عام 1996 كجزء من معهد دسكفري للترويج إلى العقيدة الدينية الخلقية داخل الأوساط الأكاديمية والاجتماعية والسياسية على نطاق واسع. حملة معهد دسكفري لترويج فرضية التصميم الذكي موجودة بشكل رئيسي في الولايات المتحدة الأمريكية على الرغم من الجهود الحثيثة لنشر الفرضية في دول أخرى. قادة الحركة يقولون أن التصميم الذكي يظهر الإمكانية المحدودة للعلوم التقليدية والنظرية المادية والفلسفة الطبعانية. المدافعون عن التصميم الذكي يقولون بأنه يجب على العلم أن يتحرر من حدود الطبعانية وأن يبدأ بتقبل إمكانية وجود قوى خارقة للطبيعة. حيث أن الهدف الاساسي للحركة هي إسقاط الرؤية الكونية المادية المتمثلة بنظرية التطور لصالح علوم تنسجم مع القناعات المسيحية العقائدية.
ويقول فيليب جونسون أن الهدف من حركة التصميم الذكي هو تقديم الخلقية على أنها مصطلح علمي.
كل قادة التصميم الذكي هم أعضاء أو مرتبطين بشكل أو بأخر بمعهد دسكفري والمركز للعلم والثقافة. ويمكن القول بأن كل مفاهيم التصميم الذكي والحركات القريبة من النظرية مرتبطة بمعهد دسكفري، وهو المشرف على العديد من البرامج المرتبطة بالتصميم الذكي مثل إستراتيجية إسفين وتدريس الجدل.
يدلي قادة التصميم الذكي بالعديد من التصريحات التي قد يصفها البعض بالمتناقضة، ففي الخطابات الموجهة للعامة يقولون أن التصميم الذكي ليس دينا، في المقابل عند الخطابات الموجهة إلى جمهور مسيحي فإنهم يقولون بأن التصميم الذكي تنبع جذوره من الكتاب المقدس. حيث أن حركة التصميم الذكي تؤكد مسيحيتها ففي سياستها تقول: «إلى جانب التركيز على صناع الرأي نحن نسعى أيضاً لبناء قاعدة شعبية في الجمهور المؤيد لنا وهم المسيحيون».

### علاقة الدين برجال التصميم الذكي
على الرغم من حرص الحركة على تقديم نظرية التصميم الذكي بطريقة علمانية وتجنب وضع أي تعريف لهوية المصمم. إلا أننا نجد أن أغلب قادة الحركة منتمون إلى أديان. فيليب جونسون، ويليام ديمبسكي وستيفن ماير هم مسيحيون إنجيليون. مايكل بيهي ينتمي للكنيسة الرومانية الكاثوليكية. جونثان ويلز ينتمي لكنيسة التوحيد. نجد أيضاً أنّ ديفيد كلينجوفر يهودي، مايكل دنتون هو لا أدري، ومظفر إقبال مسلم. يقول فيليب جونسون بأن زراعة الغموض من خلال توظيف اللغة العلمانية في النظرية مهم حالياً لإعادة تقديم الله كمصمم، بل إنه يطلب بصراحة من مؤيدي التصميم الذكي بأن يتركوا دوافعهم الدينية جانباً حتى لا يتم وصف التصميم الذكي على أنه «طريق آخر لنشر المسيحية»، ويؤكد: «إن الأمر الأول الذي يجب فعله هو ترك الإنجيل جانباً في الحوارات الخاصة بالتصميم الذكي» حتى النجاح بإسقاط الطبيعية الوجودية وفصلها عن الحقائق العلمية.
هذه الإستراتيجية القائمة على فصل التكلم عن الدوافع الدينية عن التصميم الذكي يشرحها ديمبسكي في كتابه "The Design Inference". ففي هذا الكتاب نجده قد وضع الله والكائنات الفضائية كمصممين محتملين، لكن في كتابه "Intelligent Design: The Bridge Between Science and Theology" يظهر دوافعه الدينية ويصرّح بميله للمسيحية فيقول: «لا غنى لأية نظرية علمية عن المسيحية، حتى لو كان ممارسو هذه العلوم لا يمتلكون أية فكرة عنها، إن سلامة المفاهيم لكل العلوم لا تتحقق إلا في المسيحية» ويقول أيضاً: «إن التصميم الذكي لا يقوم فقط بتخلصينا من هذا الفكر (المادّية) الذي يخنق روح الإنسان، ولكن ومن خلال تجربتي الخاصة وجدت أنه يفتح طريقاً للناس للدخول في المسيحية». ويتفق كل من جونسون وديمبسكي على أن أُسس التصميم الذكي موجودة في إنجيل يوحنا.

## ردود فعل الجماعات الدينية حول التصميم الذكي
لم ترحب جميع المنظمات الخلقية بنظرية التصميم الذكي، فحسب كلام توماس دكسون «الزعماء الدينين انتقدوا التصميم الذكي أيضاً». ففي 2006 انتقدَ مدير مرصد الفاتيكان جورج كوين التصميم الذكي ووصفه بالنظرية الخلقية «الفجة» التي قللت من دور الله لتجعله مجرد مهندس. يقول هيو روس إنَّ جهود المدافعين عن التصميم الذكي لفصله عن الكتاب المقدس تجعل التصميم الذكي يغرق بالغموض. في 2012 كَتبَ «إن أنتصار التصميم الذكي من دون تحديد هوية المصمم تجعل النظرية سطحية، وهذا لن يقدم الكثير للمجتمع العلمي».
بطريقة ممائلة لما سبق فان اثنين من أشهر المنظمات المدافعة عن خلقية الأرض الفتية في العالم اتخذتا موقفاً غير داعم للتصميم الذكي. هنري موريس مؤسس معهد الأبحاث المختصة بالخلق كتب يقول: "على الرغم من حسن النوايا، فإنها (نظرية التصميم الذكي) غير مفيدة، فقد حاولت سابقاً وفشلتْ وتحاول اليوم وستفشل. والسبب في ذلك كونها طريقة "غير أنجيلية" ويستطرد قائلاً: "بأنَّ أدلة التصميم الذكي يجب أن تكون مأخوذة أو متوافقة مع الخلقية في الكتاب المقدس إذا أُريدَ لها أن تدوم وأن تكون ذات معنى". ينتقد كارل فيلاند من منظمة الأجوبة في سفر التكوين المدافعين عن التصميم الذكي فيقول: على الرغم من نواياهم الجيدة إلا أنهم "أخرجوا الكتاب المقدس من النظرية" وبالتي ومن دون قصد قد ساعدوا ودفعوا باتجاه هجر الكتاب المقدس. لذا فهو يعتبر منظمتهُ ليست مع أو ضد حركة التصميم الذكي.

## ردود فعل المجتمع العلمي حول التصميم الذكي
يكاد المجتمع العلمي يُجمع على أن التصميم الذكي ليسَ علماً وليس له مكان في المناهج العلمية الدراسية. الأكاديمية الوطنية للعلوم تقول: "الخلقية، والتصميم الذكي وغيرها من الإدعاءات القائلة بتدخل قوة خارقة في تكوين الحياة والكون لا تُعتبر علماً، لأنها غير قابلة للتجريب حسب المنهج العلمي." بينما تصنف الجمعية الأمريكية لتقدم العلوم التصميم الذكي ضمن العلوم الكاذبة. وقد استنكرت منظمات علمية أخرى تكتيكات حركة التصميم متهميها بشن هجوم كاذب على نظرية التطور من خلال الانخراط بالتضليل والتحريف، وتهميش أولئك الذين يدرسون التطور. وحديثا حذر بيل نآي من أن وجهات النظر الخلقية باتت تهدد تدريس العلوم والابتكارات في الولايات المتحدة.
في 2001 نشرَ معهد دسكفري مقالاً تحت اسم «المعارضة العلمية للداروينية» مع توقيع العديد من العلماء على المقال معبرين عن شكوكهم «حول إمكانية الطفرات العشوائية والانتخاب الطبيعي تفسير تعقيد الحياة». هذا الدعم المقدم من العلماء الموقعين على هذه الوثيقة أثارَ المجتمع العلمي المعارض. فقام مجموعة من العلماء بإنشاء حملة سميت «مشروع ستيف» والذي حصل على عدد موقعين من العلماء المسمين ستيف (أو مشتقاتها اللفظية) فاق عدد الموقعين على وثيقة معهد دسكفري.

### استطلاعات الرأي
أجريت العديد من الإحصاءات التي تبحث عن مدى الدعم الشعبي في الولايات المتحدة للتصميم الذكي والدارونية. ففي عام 2005 أجرت منظمة هاريس استطلاعاً وجدت فيه أن 10% من البالغين في الولايات المتحدة يعتقدون أن الإنسان «معقد للغاية إلى درجة تستدعي تدخل فوة خارقة وذكية لإنشاءه».
قبل أشهر من الذكرى الخمسين بعد المائة لإصدار كتاب داروين الشهير «أصل الحياة» قامت منظمة زغبي باجراء استطلاع للرأي شمل أكثر من الف عينة وجاءت النتائج مفرحة لانصار التصميم الذكي حيث أن 52% من المستطلعة آرائهم قد رأوا بأن «الحياة قد تطورت بقيادة مصمم ذكي» بينما 33% أجابوا بأن «الحياة قد تطورت من خلال طرق عشوائية مثل الانتخاب الطبيعي»، لاقى هذا الاستطلاع نقداً ورفضاً من المعارضين.
ومن الاستطلاعات المهمة في هذا المجال أيضًَا استطلاعات مؤسسة غالوب التي استمرت من عام 1982 إلى 2012. حيث وجدت أن نسبة القائلين «بأن الإنسان تطور خلال ملايين السنين من أشكال أقل تقدماً. لكن الله هو من قاد وتحكم بهذه العملية» في 1982 كانت 44% أرتفعت لتصبح 46% في عام 2012. ونسبة القائلين «بأن الإنسان تطور خلال ملايين السنين من أشكال أقل تقدماً وليس لله دخلاً في هذه العملية» كانت عام 1982 38% وهبطت لتصبح 32% عام 2012.

### أفلام
أثارَ الفيلم الوثائقي «مطرودون:غير مسموح بالذكاء» الذي أُنتج عام 2008 الكثير من الجدل حول الموضوع. قدم هذا الفيلم مزاعم باضطهادٍ يُمارس ضدَ العلماء المؤمنين بالتصميم الذكي، وأن التيار المعارض للتصميم الذكي يعمل بكل الأساليب لإبقاء الله خارج المناهج الدراسية والمختبرات العلمية، بل أن التيار المعارض يقوم بقمع الأكاديميين واسكاتهم وإقالتهم من مناصبهم لمجرد ابدائهم تأييد للتصميم الذكي أو حتى لمجرد انتقادهم لأدلة التطور. وقد صور الفلم نظرية التطور على أنها مرتبطة مع الفاشية، الهولوكوست، الشيوعية، الالحاد وتحسين النسل. نال الفيلم شهرة كبيرة بحيث أنه عرض في 1,052 مسرح ليكون الفلم الوثائقي الأول الذي يعرض على هكذا عدد من المسارح في ذلك الوقت. بينما نددت رابطة مكافحة التشهير بربط الفلم الوثائقي لنظرية التطور مع الهولوكوست.

### تعريف التصميم الذكي كعلم
يعمل دعاة التصميم الذكي على إبقاء الله والكتاب المقدس خارج نظرية التصميم الذكي وبعيداً عن النقاش، ويحاولون تقديم التصميم الذكي بلغة نظرية علمية، ولكي توصف أي نظرية بأنها علمية فإن من المتوقع أن تكون تلك النظرية:
- متناسقة.
- مختصرة (أن تكون مختصرة في اقتراحاتها راجع موس أوكام).
- مفيدة (تصف وتشرح ظاهرة تم رصدها، ويمكن استعمالها بطريقة تنبؤية).
- قابلة للتجربة وقابلة للخطا (يمكن اثباتها أو نقضها بالتجارب والرصد).
- قائمة على أرصاد عدة (في أغلب الأحوال على تجارب مسيطر عليها ومتكررة).
- قابلة للتصحيح وديناميكية (قابلة للتعديل في ضوء التجارب التي لاتدعمها).
- تقدمية (تهذب النظريات السابقة).
- مؤقتة (مفتوحة للفحص التجريبي، وليست مؤكدة بشكل جازم).

فلكي تعتبر أي نظرية علمية فإنها يجب أن تتصف بأغلب هذه الصفات (وبشكل مثالي كلها). فإذا وصفت بعدد قليل من هذه الصفات صارت علميتها أقل وإذا لم تتصف بأي من تلك الصفات (أو بعدد قليل جدا منها) فلا يمكن أن يطلق عليها اسم نظرية علمية. عند تسقيط صفات النظرية العلمية على التصميم الذكي نجد أن التصميم الذكي يفتقد إلى الاتساق، ويخرق قواعد التبسيط، وليس مفيد علمياً، وغير قابل للتخطيئ، لا يمكن اختبارها تجريبيا كما أنها ليست تصحيحة أو تقدمية أو مؤقتة.
المدافعون عن التصميم الذكي يحاولون تغيير الركائز الأساسية للعلوم من خلال اقصاء الفلسفة الطبعانية من العلم وتبديلها بما يسميه قائد حركة التصميم الذكي فيليب جونسون «الواقعية الإيمانية». المدافعون عن التصميم الذكي يدعون أن التفسير الطبيعي قد فشل بتفسير ظواهر معينة وأن القوة الخارقة للطبيعة يمكن أن تقدم تفسير بسيط وبديهي لأصل الحياة والكون.
فشل التصميم الذكي باتباع إجراءات الخطاب العلمي وتقديم أعمال للمجتمع العلمي الناقد له يعد من أهم المعوقات أمام اعتباره علماً. حيث أن حركة التصميم الذكي على الأرجح لم تنشر أي مراجعة أقران في مجلة علمية، ولم تنشر أيضا أي دعم لأبحاث استعراض الأقران. المقال الوحيد الذي نشر من حركة التصميم الذكي في مجلة علمية تم سحبه من قبل المجلة نفسها وعللت الأسباب بأن المقالة لم تراجع بالطريقة الروتينية التي تراجع بها كل المقالات المنشورة. يقول معهد دسكفري بأنه نشر بالفعل مراجعات أقران في مجلات علمية. لكن المنتقدون يرفضون هذا الادعاء ويقولون أن هذه المجلات هي تابعة أصلاً لحركة التصميم الذكي وتلك الأقران تفتقر للنزاهة والأسلوب العلمي الرصين ولاتراجع الا من قبل المؤيدين للتصميم الذكي.

### الذكاء كصفة قابلة للملاحظة
واحد من أهم الطعون التي يبديها المنتقدون للتصميم هو أن مصطلح «الذكاء» ليس له تعريف متفق عليه علمياً. يقول المدافع عن التصميم ويليم ديبمسكي بأن: «الذكاء يترك خلفه توقيع مميز». يدعي المدافعون عن التصميم الذكي أن الذكاء المميز من الممكن رصده لكنهم لا يضعون أي خواص أو طرق حسابية لتحديد هذا الذكاء. يدعي المنتقدون باأن طرق الاستدلال التي يستعملها علماء التصميم الذكي تختلف جذرياً عن الطرق التقليدية للكشف عن التصميم وبالتالي فعدم وجود طرق معينة للكشف على هذا الذكاء يجعل من مسألة اعتبار التصميم الذكي علماً مسألة أصعب. كما يرفض دعاة التصميم الذكي أي مقارنة بين التصميم الطبيعي (الحياة والكون) والتصميم المصنع (المنشأ من قبل الإنسان) وهذا يشكل حاجزاً أمام العلماء يحول دون تسقيط عوامل الذكاء المصنع على التعقيد الموجود في الطبيعة.

### الاحتكام إلى الجهل
جادل يوجين سي. سكوت إلى جانب غلين برانش ونقاد آخرين، بأن العديد من النقاط التي رفعها مناصرو التصميم الذكي تُعد احتكامًا إلى الجهل. في الاحتكام إلى الجهل، يُحاجج بأنه يجري تأكيد صحة افتراضٍ ما إذا لم يُثبت أنه خاطيء. قال سكوت وبرانش إن التصميم الذكي احتكامٌ إلى الجهل لأنه يستند إلى نقص في المعرفة باستنتاجه؛ يفتقر لتفسير طبيعي لعدة أوجه محددة من التطور، التي نفترض أن الذكاء سببها. يؤكد سكوت وبرانش أن معظم العلماء سيردّون بأن ما لم يُفسَّر لا يُعد غير قابل للتفسير، وأننا لا نعرف حتى الآن إن كان هناك رد أكثر دقةً من استدعاء رد من خارج العلم. عمليًا، تبدو مطالب مايكل بيهي لتفسير أدق للتطور التاريخي للأنظمة الجزيئية مستندةً إلى انشطار خاطيء، أيًا يكن التفسير الصحيح التطور أو التصميم، وإلى أن أي فشل للتطور يعتبر نصرًا للتصميم. يؤكد سكوت برانش أن المساهمات الجديدة المزعومة التي اقترحها مناصرو التصميم الذكي لم تكن كأسس لأي بحث علمي ناجع.
في استنتاجه لمحاكمة كيتزميلر، كتب القاضي جون إي. جونز الثالث: «يعتمد التصميم الذكي في الأساس على انقسام زائف، أي أنه إلى الحد الذي يُنزع فيه الفضل من النظرية التطورية، يؤكَّد التصميم الذكي». طُرحت هذه الحجة نفسها لدعم علم الخلق في محاكمة قضية ماكلين ضد أركنساس عام 1982، التي وجدت أنها كانت ازدواجية مفترضة، أي الفرضية الخاطئة لنهج النموذجين. تقدم حجة بيهي بشأن التعقيد غير القابل للاختزال حججًا سلبية ضد التطور ولكنها لا تقدم أي حالة علمية إيجابية للتصميم الذكي. وتفشل في تمكين استمرار العثور على تفسيرات علمية، مثلما الحال مع العديد من الأمثلة التي سبق طرحها كحالات مفترضة لتعقيد لا يمكن اختزاله.

### التضمينات اللاهوتية المحتملة
يصر مناصرو التصميم الذكي غالبًا على أن ادعاءاتهم لا تتطلب مكونًا دينيًا بالضرورة. ومع ذلك، تطفو قضايا فلسفية ولاهوتية بصورة طبيعية من خلال ادعاءات التصميم الذكي.
يحاول مناصرو التصميم الذكي أن يظهروا علميًا أن خصائص مثل التعقيد غير القابل للاختزال والتعقيد المحدد لا يمكن أن تظهر من خلال عمليات طبيعية، ولذلك تتطلب تدخلات عجائبية متكررة مباشرة من قبل مصمم (المفهوم المسيحي الغالب لله). يرفضون احتمالية وجود مصمم يعمل فقط من خلال تفعيل القوانين الطبيعة في الخلفية، في تناقض مع التطور الإلهي (والذي كان حتى تشارلز داروين منفتحًا عليه). يُعد التصميم الذكي مستقلًا لأنه يؤكد التدخلات العجائبية إضافةً للقوانين المصممة. يتناقض هذا مع التقاليد الدينية الكبرى لعالم مُنشأ لا تعمل فيه تفاعلات وتأثيرات الله بنفس الطريقة التي تعمل بها القضايا الفيزيائية. يضع التقليد الروماني الكاثوليكي بين التفسيرات الميتافيزيقية النهائية والقضايا الطبيعية الثانوية.
يطرح مفهوم التدخلات العجائبية المباشرة تضمينات لاهوتية أخرى محتملة. إذا لم يتدخل ذلك المصمم لتخفيف المعاناة رغم قدرته على التدخل في قضايا أخرى، يلمح البعض إلى أن المصمم ليس خيّرًا كليًا.
وأيضًا، تلمح التدخلات المتكررة إلى أن التصميم لم يكن مثاليًا ونهائيًا، ولهذا تطرح مشكلةً على من يؤمن لأن عمل الخالق مثالي ونهائي. يسعى مؤيدو التصميم الذكي لتفسير معضلة ضعف التصميم في الطبيعة من خلال التأكيد بأننا فشلنا في فهم كمال التصميم (على سبيل المثال، اقتراح أن الأعضاء الأثرية لها أغراض غير معلومة)، أو من خلال اقتراح أن المصممين لا يصممون بالضرورة أفضل تصميم يستطيعون عمله، ويمكن أن يكون لهم دوافع غير معروفة لأفعالهم.
في عام 2005، قدم مدير مرصد الفاتيكان، عالم الفلك اليسوعي جورج كوين، أسبابًا لاهوتية لقبول التطور في مقالة منشورة بشهر أغسطس في ذا تابلت يقول فيها: «لا يُعد التصميم الذكي علمًا رغم محاولته أن يبدو كذلك». يجب أن يُضمن في المنهج العلمي للمدارس العامة. «لكن إذا أردت تعليمه في المدارس، يجب أن يُعلم التصميم الذكي إلى جانب التاريخ الثقافي أو الدين لا إلى جانب العلم». في عام 2006، شجب التصميمَ الذكي بصفته خلقوية فظة تُنزل من شأن الله إلى مجرد مهندس.

### إله الفراغات
تميز التصميم الذكي أيضًا بحجة إله الفراغات، والتي لها الشكل التالي:
- هناك فجوة في المعرفة العلمية.
- تُملأ الفجوة من خلال أفعال الله (أو المصمم الذكي) وعليه تثبت وجود الله (أو المصمم الذكي).

تُعد حجة إله الفجوات بمثابة الإصدار اللاهوتي من حجة الاحتكام إلى الجهل. لهذه الحجة ميزة أساسية بأنها تجيب عن الأسئلة البارزة بتفسيرات (غالبًا خارقة للطبيعة) تُعد غير قابلة للإثبات وبالنهاية تخضع تلك التفسيرات ذاتها لأسئلة لا جواب لها. لاحظ مؤرخو العلوم أن علم الفلك في الحضارات المبكرة، رغم روعة تلك الحضارات ودمجها لبنى رياضية تتجاوز أي قيمة عملية، أثبت أنه غير صحيح وذو أهمية قليلة في تطور العلم، لأن تلك الحضارات لم تستعلم بدقة أكبر حول الأجرام السماوية التي تظهر في السماء. كانت الحضارة الإغريقية أول من مارس العلم، رغم عدم كونه علمًا تجريبيًا دقيقًا ورسميًا، ولكنه كان محاولة لعقلنة عالم التجربة الطبيعية دون اللجوء للتدخل الإلهي. في هذا التعريف ذي الدوافع التاريخية للعلم، يُستبعد أي إغراء لوجود مبدع ذكي بشكل صريح، لما له من تأثير سلبي على التقدم العلمي.

## محاكمة كيتسميلر
دعوى كيتسميلر ضد مدارس منطقة دوفر هي أول مواجهة قانونية بين دعاة التصميم الذكي ومعارضيه. حيث عرضت المدارس في منطقة دوفر التابعة لبنسلفانيا التصميم الذكي في مناهجها الدراسية كبديل لنظرية التطور. جادل الادعاء بكون التصميم الذكي هو شكل من أشكال الخلقية، وبالتالي فإن سياسة إدارة المدرسة قد خرقت التعديل الأول للدستور الأمريكي الذي نص على فصل الدين عن الدولة.
إحدى عشر ولي أمر لطلاب في مدينة دوفر التابعة لولاية بنسيلفانيا أقاموا دعوى قضائية ضد مدارس منطقتهم لإدخال إدارة المدرسة لوثيقة يتم قراءتها، بصوت عالي في الصف التاسع خلال درس تعليم التطور. مثل الادعاء الاتحاد الأمريكي للحريات المدنية، الاتحاد الأمريكي لفصل الكنيسة عن الدولة وببر هاميلتون. المركز الوطني لتعليم العلوم مثل جهة استشارية للمدعين. ومثل محامي الدفاع مركز توماس مور قانوني. بدأت المحكمة في 26 أيلول وانتهت في 4 كانون الأول 2005. كينيث ميلر، كيفن باديان، براين التيرس، روبرت بينوك، باربرا فورست وجون هات كانوا شهودًا خبراء استدعاهم الادعاء. مايكل بيهي، ستيف فولر وسكوت منج كانوا شهود خبراء استدعوا من قبل الدفاع.
في الـ20 من كانون الثاني قدم القاضي قراره ووثيقة مكونة من 139 ورقة تشرح كيفية توصله للحكم. كان الحكم بأن تصرف إدارة المدرسة بإدراج التصميم الذكي في المنهج التعليمي هو تصرف غير دستوري، ومُنع تدريس التصميم الذكي في حصص العلوم داخل مدارس منطقة وسط بنسلفانيا.

## في أوروبا
في نيسان 2007 أصدرت لجنة لجنة الثقافة والعلوم والتعليم في مجلس أوروبا تقريراً بعنوان «خطر الخلقية في التعليم» جاء فيه: «إن أي شكل من أشكال الخلقية، مثل التصميم الذكي، غير مستند إلى حقائق ولا يستعمل أي أسباب علمية ومحتوياته غير ملائمة بشكل مثير للشفقة للدروس العلمية». وفي أماكن أخرى من التقرير أُنتقد التصميم الذكي بشكل لاذع حيث وصف بأنه «عدو العلم» ويستعمل «الاحتيال العلمي الصارخ» و«الخداع العلمي» الذي «يطمس طبيعة وأهداف وحدود العلم». في 4 أكتوبر 2007، أصدر المجلس الأوروبي قراراً ينص على أن المدارس يجب أن «تمنع عرض الأفكار الخلقية في أي تخصص آخر غير الدين» بما في ذلك «التصميم الذكي»، التي وصفها بأنها «نسخة مطوة وحديثة من الخلق، قدمت بطريقة أكثر مكراً». ويؤكد القرار أن الهدف من التقرير هو ليس محاربة الايمان، ولكن للـ«التحذير من بعض الاتجاهات لتمرير الايمان كعلم».
في المملكة المتحدة يعد التعليم الديني جزء من المنهج الدراسي في المدارس الحكومية، بالإضافة لوجود العديد من المدارس الدينية المستقلة التي تدرس مختلف المذاهب الدينية في العالم. أُثير جدل كبير في المملكة المتحدة لما نشرت منظمة اسمها الحقيقة في العلوم أقراص مدمجة منتجة من قبل Illustra Media
التي تضم قادة للتصميم الذكي منتمين لمعهد دسكفري، تشجع على اعتماد التصميم الذكي وتدعي بأنه يدرس في 59 مدرسة. وعلى خلفية هذه الضجة صرح قسم التعليم والمهارات الحكومي البريطاني بأن: «لا الخلقية ولا التصميم الذكي يدرسان كموضوع في المدارس، وهو غير مدرج في مناهج الدراسة العلمية». وصرح أيضًَا بأن «التصميم الذكي ليس نظرية علمية معترف بها، وبالتالي فإنها لا توضع ضمن مناهج العلوم»، ولكن المجال مفتوح ليتم دارسته في التعليم الديني كجزء من المنهج الذي حدده المجلس الاستشاري الدائم للتربية الدينية. في 2006 أصدرت وكالة تاهيل وتطوير المناهج العلمية نموذجاً موحداً من التعليم الديني من خلاله يستطيع الطلاب أن يدرسوا وجهات النظر الدينية واللادينية الخاصة بالخلقية، التصميم الذكي، ونظرية التطور.
في 18 أيلول عام 2007 نشرت الحكومة البريطانية وثيقة موجهة للمدارس البريطانية عنوانها «إرشادات تدريس الخلقية» نصت على أن «التصميم الذكي يقع بشكل كامل خارج العلم»، حيث أنه غير قائم على أُسس علمية أو تفسيرات وهو غير مقبول من المجتمع العلمي، لذلك يجب أن لا يدرس كعلم. من جهة أخرى فإن الأسئلة التي تثار داخل الصف حول الخلقية والتصميم الذكي تعطي مجالاً للمدرسين ليشرحوا لطلابهم لماذا لا يتم اعتبار التصميم الذكي علما بينما يتم اعتبار نظرية التطور علم.
قام المركز البريطاني لتعليم العلوم بإنشاء مجموعة ضغط هدفها «مجابهة الخلقية في المملكة المتحدة». بينما صرح قسم التعليم في ايرلندا الشمالية بأن المنهج الدراسي يعطي الفرصة بتدريس النظريات البديلة. أما الحزب الاتحادي الديمقراطي قاد حملة لتعليم التصميم الذكي في المدارس الإيرلندية الشمالية. بينما صوت مجلس مدينة ليسبورن لصالح توصية الحزب الاتحادي الديمقراطي للكتابة إلى المدارس الما بعد الابتدائية لتحضهم على تطوير موادهم العلمية فيما يتعلق بـ«الخلقية والتصميم الذكي».

## العلاقة مع الإسلام
أحد قادة التصميم الذكي هو المسلم الباكستاني مظفر اقبال الموقع على قائمة المعارضة العلمية لمعهد دسكفري. حيث ان الافكار مثل التصميم الذكي تلاقي احتراماً من المسلمين، ففي تركيا تمت ترجمة العديد من الكتب الخاصة بالتصميم الذكي. وفي 2007 عقد في إسطنبول العديد من الاجتماعات لدعم التصميم الذكي برعاية الحكومة المحلية هناك. بينما يجيب موقع إسلام ويب عن سؤال حول التصميم الذكي ب«ولا ريب عندنا ـ نحن المسلمين ـ في صحة أصل هذه النظرية».

## في أستراليا
وضع التصميم الذكي في أستراليا يشبه إلى حداً كبير وضعه في المملكة المتحدة. حيث أثار تصريح وزير التعليم الأسترالي بريندان نيلسون حول تدريس التصميم الذكي جدلاً شعبيًا كبيرًا أدى لتدارك الوزير لتصريحه والقول بأنه يؤيد تدريس التصميم الذكي في الحصص الدينية والفلسفية.

## كتب
- {{استشهاد بكتاب}}: استشهاد فارغ! (مساعدة)
- Gauch, Jr.، Hugh G. (2003). Scientific Method in Practice. New York: Cambridge University Press. ISBN:0-521-01708-4. LCCN:2002022271. OCLC:49225684.

- الكوكب المميز
- حانوتي الإله؛ هل دفن العلم الإله، جون لينكس، God’s Undertaker: Has Science Buried God
- في البدء كانت المعلومات In the Beginning Was Information لويرنر جيت Werner Gitt
- شك داروين: النشوء المفاجئ للكائنات الحية، ستيفن ماير [150] (مترجم) [151]
- هناك إله: كيف غير أشرس ملاحدة العالم أفكاره؟ ، أنطوني فلو [152] (مترجم) [153]
- صندوق داروين الأسود: تحدي الكيمياء الحيوية لنظرية التطور، مايكل بيهي [154] (مترجم) [155]
- فقط ستة أرقام؛ القوى العظمى التي تشكل الكون مارتن ريس [156](مترجم) [157] المؤلف ليس من أنصار التصميم الذكي ولكن كتابه يرسخ الضبط الدقيق.
- صانع النار؛ كيف صمم البشر لتسخير قوة النار، مايكل دنتون (مترجم)[158]
- البصيرة Foresight: How the Chemistry of Life Reveals Planning and Purpose لمؤلفه ماركوس إيبرلين، عالم الكيمياء ورئيس تيار التصميم الذكي في البرازيل [159]
- التوقيع في الخلية؛ الدنا وأدلة التصميم الذكي Signature in the Cell – DNA and the Evident for intelligent Design لستيفن ماير (مترجم) [160]
- حافة التطور؛ البحث عن حدود الدارونية، The edge of evolution مايكل بيهي (مترجم)
- من داروين إلى هتلر، ريتشار فيكارت (مترجم) وهو كتاب مخصص بنقد الدارونية الاجتماعية
- أيقونات التطور: علم أم خرافة، جوناثان ويلز (مترجم)، وصدر له جزء ثان هو: علم الزومبي (Zombie Science): أيقونات أخرى للتطور (مترجم أيضًا)
- تصميم الحياة: اكتشاف علامات الذكاء في النظم البيولوجية، ويليام ديمبسكي وجوناثان ويلز (مترجم)
- قدر الطبيعة: قوانين الحياة تُفصِح عن وجود الغاية في الكون، مايكل دنتون، (مترجم) [161]
- التطور نظرية في أزمة، مايكل دنتون [] (مترجم) [162]، وهو أول كتاب نقد علمي لنظرية التطور وكان ملهمًا لمن بعده مثل د. بيهي، صدر له جزء ثان هو: التطور؛ ما تزال نظرية في أزمة [163] (مترجم أيضًا) [164]
- العلم وأصل الإنسان، دوجلاس آكس وآخرون (مترجم)
- غير قابل للتكذيب؛ كيف تؤكد البيولوجيا صدق حدسنا بأن الحياة مصممة، دوجلاس آكس (مترجم) [165]
- أين أخطأ داروين، جيري فودور وماسيمو بيتالي بالماريني [166]

```
(مترجم) والمؤلفان ليسا من أنصار التصميم الذكي كما يذكران في المقدمة، ولكن نقدهما للانتقاء الطبيعي قوي.
```

## هوامش
1. ↑  وليام، ديمبسكي (2001). "Another Way to Detect Design?". Metanexus. نيويورك: Metanexus Institute. مؤرشف من الأصل في 2018-06-19. اطلع عليه بتاريخ 2012-06-16. هذه ثلاثة أجزاء من سلسلة محاضرات تحت اسم "طريقٌ آخر لكشف التصميم"والذي يحتوي على رد ديمبسكي على Fitelson، Stephens، Sober كاتبي مقالة 'كيف لا نكشف التصميم' المعروضة على موقع Metanexus: في (2001/09/14، 2001/09/21، و2001/9/28). عرضت هذه المحاضرات للمرة الأولى في الشبكة العنكبوتية على موقع Metanexus: وهو منتدى متخصص في الدين والعلم http://www.metanexus.net. وهذه من المحاضرات الرئيسية الثلاث تم تسليمها في 05-06 أكتوبر 2001 إلى جمعية الفلاسفة المسيحيين في جامعة كولورادو، بولدر."
2. ↑  "FAQ: Who designed the designer?". Intelligent Design and Evolution Awareness Center (Short answer). Seattle, WA: Casey Luskin; IDEA Center. مؤرشف من الأصل في 2019-02-03. اطلع عليه بتاريخ 2014-02-28. لا يحتاج المرء لفهم كامل لمنشأ أو هوية المصمم لتحديد ماذا كانت المواد قد صُممت. وبالتالي فإن هذا السؤال لا صلة له أساسا بنظرية التصميم الذكي، والتي تسعى فقط للكشف ما إذا كانت المواد قد صُممت. نظرية التصميم الذكي لا يمكنها معالجة مسألة هوية أو منشأ المصمم، بل هو مسألة فلسفية/دينية تقع خارج نطاق البحث العلمي. المسيحية تجيب إجابة دينية عن هذا السؤال وهو أن المصمم هو الله الذي بحكم تعريفه هو موجود إلى الأبد وليس له أصل. ليس هناك استحالة منطقية فلسفية مع لهذا (أقرب إلى أرسطو 'المحرك غير المتأثر') باعتباره الجواب الديني لأصل المصمم
3. ↑  
Pennock 2001, "معالجات التصميم: الرد على ديمبسكي"، ص 645-667، "ديمبسكي يوبخني لعدم استخدام مصطلح "التصميم الذكي" من دون تحويله إلى "الخلقي". وهو يوحي (على الرغم من عدم التأكيد بصراحة) بأنه والآخرين في حركته ليسوا خلقيين ومن غير السليم مناقشتهم في مثل هذه المصطلحات، مما يشير إلى أن ذلك لا يعدو أن يكون حيلة خطابية تهدف إلى 'حشد القوات'. (2) أنا (والعديد من الآخرين الذين يرون حركة ديمبسكي بنفس الطريقة) تشويه لموقفهم؟ إن المفهوم الأساسي لنظرية الخلق هو رفض التطور البيولوجي لصالح خلق خاص، حيث يتم فهم هذا الأخير بأنه خارق للطبيعة. ما عدا هذا فإن هناك تفاوت كبير..."
4. 1 2 3  "إستراتيجية إسفين" (PDF). Seattle, WA: المركز للعلم والثقافة. 1999. مؤرشف من الأصل (PDF) في 2019-02-14. وكانت العواقب الاجتماعية للمادية مدمرة. كما الأعراض، وتلك العواقب هي بالتأكيد تستحق علاجاً. لذلك فنحن مقتنعون بأننا لكي نهزم المادية، فإننا يجب أن نقطعها من مصدرها. وهذا المصدر هو "المادية العلمية". هذه هي بالضبط استراتيجيتنا. إذا كان لنا أن نمثل العلم المادي السائد بالشجرة العملاقة، فإن استراتيجيتنا تكون بمثابة "إسفين" على الرغم من صغرها النسبي، إلا أنها يمكنها أن تفصل الجذع عند استعمالها في أضعف نقاطها. بداية هذه الاستراتيجية وكأنها 'الحافة الرقيقة من الإسفين،' حيث أن نقد فيليب جونسون للداروينية بدأ في عام 1991 في محاكمة الداروينية، واستمر في السبب في الميزان وهزيمة الداروينية بواسطة فتح العقول. ويتبعه بشكل ناجح للغاية كتاب بيهي صندوق داروين الأسود ليكمل عمل جونسون. نحن نبني على هذا الزخم الذي أعطاه لنا، ونوسع الإسفين مع بديل علمي إيجابي للنظريات العلمية المادية، فقد حان الوقت ليتم اعتماد نظرية التصميم الذكي. نظرية التصميم تحمل وعودًا بعكس الهيمنة الخانقة لنظرة العالم المادية، والاستعاضة عن ذلك مع علم يتفق مع القناعات المسيحية الإيمانية.
5. 1 2  Johnson، Phillip E. "How The Evolution Debate Can Be Won". Coral Ridge Ministries]]. Fort Lauderdale, FL: Coral Ridge Ministries. مؤرشف من الأصل في 2007-11-07. اطلع عليه بتاريخ 2014-02-28. لقد بنيت حركة فكرية في الجامعات والكنائس والتي نسميها إسفين، وهي مكرسة للمنح دراسية والكتابات التي تعزز برنامج التشكيك في الأساس المادي للعلم. [...] الآن الطريقة المنطقية التي أراها لحركتنا هي: أول شيء يجب فهمه هو أن نظرية داروين غير صحيحة. تزويرها من قبل كل الأدلة والمنطق هو أمر فظيع. عندما ندرك ذلك، فإن السؤال التالي الذي يتبادر اليك، حسناً، من أين تحصل على الحقيقة؟ [...] أنا بدأت مع يوحنا 1:1. في البدء كان الكلمة. في البدء كان الذكاء، والغرض، والحكمة. للكتاب المقدس هذا الحق. والعلماء الماديين يخدعون أنفسهم. — Johnson, "Reclaiming America for Christ Conference" (1999)
6. 1 2  "Does intelligent design postulate a "supernatural creator?". Discovery Institute. Seattle, WA: Discovery Institute. Truth Sheet # 09-05. مؤرشف من الأصل (PDF) في 2016-08-22. اطلع عليه بتاريخ 2007-07-19. التصميم الذكي لا يتناول الأسئلة الميتافيزيقية والدينية مثل طبيعة أو هوية المصمم. [...] "... الطبيعة، والطابع الأخلاقي والأغراض من وراء هذا التصميم تقع خارج اختصاص العلم ويجب أن تُترك للدين والفلسفة. '
7. ↑  Johnson، Phillip E. (أبريل 1999). "Keeping the Darwinists Honest". Citizen. Colorado Springs, CO: Focus on the Family. ISSN:1084-6832. مؤرشف من الأصل في 2020-01-12. اطلع عليه بتاريخ 2014-02-28. التصميم الذي هو حركة فكرية، واستراتيجية الوتد تتوقف عن العمل عندما ينظر إليها على أنها مجرد طريقة أخرى لنشر الرسالة الإنجيلية المسيحية. [...] والإنجيليون يفعلون ما يفعلونه بشكل جيد للغاية، وآمل أن عملنا يفتح لهم بعض الأبواب التي أُغلقت.نسخة محفوظة 23 مارس 2017 على موقع واي باك مشين.
8. ↑  Gauch 2003, الفصول 5-8. تناقش مباديء الاستقراء، الاستنتاج والاحتمالية المتعلقة بالاتساق وقابلية الاختبار، والملاحظات متعددة. الفصل 8 يناقش البساطة (مبدا موس أوكام).
9. ↑  Kitzmiller v. Dover Area School District,  cv 2688 (20 ديسمبر 2005). , Whether ID Is Science, p. 64. الحكم يناقش الجوانب الاساسية للتوقعات في الأوساط العلمية حيث يجب للنظرية العلمية أن تكون قابلة للتجربة، ودينامكية، تصحيحية، وتقدمية، مستندة إلى ملاحظات متعددة، ومؤقتة.
10. ↑  See, e.g., Fitelson, Stephens & Sober 2001, "How Not to Detect Design–Critical Notice: William A. Dembski The Design Inference," pp. 597–616. فشل التصميم الذكي لتمرير مبدا أوكام. مضيفا كيانات (الكائن الذكي، المصمم) إلى المعادلة ليس ضروريا تماما لتفسير الأحداث.
11. ↑  See, e.g., Schneider، Jill E. "Professor Schneider's thoughts on Evolution and Intelligent Design". Department of Biological Sciences. Bethlehem, PA: Lehigh University. مؤرشف من الأصل في 2006-09-02. اطلع عليه بتاريخ 2014-02-28. Q: لماذا لا يمكن للتصميم الذكي بأن يكون نظرية علمية أيضا؟ ج: إن فكرة التصميم الذكي قد تكون أو لا تكون صحيحة، ولكن عندما تقدم كفرضية علمية، فإنها ليست مفيدة لأنها تقوم على افتراضات ضعيفة، تفتقر إلى البيانات الداعمة وتنهي مزيد من التفكير.
12. ↑  See, e.g., Kitzmiller v. Dover Area School District,  cv 2688 (20 ديسمبر 2005).  Context, p. 22 and Whether ID Is Science, p. 77. المصمم غير قابل للتخطيء، لأن وجوده يؤكد عادةً بلا شروط كافية تسمح للرصد التخطيئي. المصمم يقع خارج نطاق القدرة على الملاحظة، والادعاءات عن وجوده لا يمكنها أن تؤيد ولا أن تقوض من خلال الرصد، مما يجعل التصميم الذكي وحجة التصميم التحليلي حجج استدلالية.
13. ↑  See, e.g., Kitzmiller v. Dover Area School District,  cv 2688 (20 ديسمبر 2005).  Context, p. 22 and Whether ID Is Science, p. 66. عدم إمكانية إختبار التصميم الذكي تجريبيا ينبع من حقيقة أنه ينتهك الفرضية الأساسية للعلم، وهي الطبعانية.
14. ↑  See, e.g., the brief explanation in Kitzmiller v. Dover Area School District, 04 cv 2688 (20 ديسمبر 2005).  Whether ID Is Science, p. 66. التصميم الذكي يعمل لتقديم الإجابة التي لا تحتاج إلى تعريف أو شرح، وهو الكائن الذكي، المصمم. من خلال التأكيد على الاستنتاج الذي لا يمكن اعتباره علميا،المصمم، التصميم الذكي لا يمكن أن يستمر من خلال أي تفسير آخر، والاعتراضات التي أثيرت لأولئك الذين يقبلون التصميم الذكي تحقق تقدم ضئيل. لذلك التصميم الذكي لا يملك التقييم المؤقت للبيانات، والتي يمكن أن تتغير عندما يتم اكتشاف معلومات جديدة. فبمجرد أن يزعم أن استنتاج قد تحقق، فليس هناك إمكانية تصحيحه في المستقبل. فكرة النمو التدريجي للأفكار العلمية ضرورية لشرح البيانات السابقة وأية بيانات غير قابل للتفسير سابقاً.
15. ↑  "Nobel Laureates Initiative" (PDF) (Letter). The Elie Wiesel Foundation for Humanity. 9 سبتمبر 2005. مؤرشف من الأصل (PDF) في 2005-10-07. اطلع عليه بتاريخ 2014-02-28. في سبتمبر 2005 بيان ل38 حائز على جائزة نوبل ذُكر فيها: "... التصميم الذكي هو غير علمي في الأساس، لا يمكن اختباره كما النظريات العلمية لأنه قائم على الاستنتاج الاساسي بالاعتقاد في تدخل كائن خارق."
16. ↑  "Intelligent Design is not Science: Scientists and teachers speak out". Faculty of Science. Sydney: جامعة نيو ساوث ويلز. أكتوبر 2005. مؤرشف من الأصل في 2006-06-14. اطلع عليه بتاريخ 2009-01-09. في أكتوبر 2005، أُصدر بيان على يد تحالف يمثل أكثر من 70،000 عالم أسترالي ومعلم للعلوم جاء فيه: "التصميم الذكي ليس العلم" و"يحث جميع الحكومات والمعلمين الأستراليين على عدم السماح بتدريس أو نشر التصميم الذكي على أنه علم."
17. ↑  
Johnson 1996b, زملائي وأنا أتكلم عن 'الواقع الايماني' أو أحيانا 'مجرد الخلقية' كمفهوم تعريفي لحركة التصميم الذكي. وهذا يعني أننا نؤكد على أن الله هو حقيقي موضوعيا كخالق، وهذه الواقعية لله مسجلة بشكل ملموس في الأدلة التي هي في متناول العلم، لا سيما في علم الأحياء."
18. ↑  Watanabe، Teresa (25 مارس 2001). "Enlisting Science to Find the Fingerprints of a Creator". لوس أنجلوس تايمز. مؤرشف من الأصل في 2018-11-01. اطلع عليه بتاريخ 2014-02-28. "نحن نأخذ الحدس الذي يملكه معظم الناس ونجعله مؤسسة علمية وأكاديمية.... 'نحن نزيل الحواجز الثقافية الأكثر أهمية لقبول دور الله كخالق.'— فيليب جونسون نسخة محفوظة 27 أغسطس 2016 على موقع واي باك مشين.
19. ↑  Brauer، Matthew J.؛ Forrest، Barbara؛ Gey، Steven G. (2005). "Is It Science Yet?: Intelligent Design Creationism and the Constitution". Washington University Law Review. St. Louis, MO: Washington University School of Law. ج. 83 ع. 1: 79–80. ISSN:2166-7993. مؤرشف من الأصل (PDF) في 2013-12-20. اطلع عليه بتاريخ 2014-02-28. قادة التصميم الذكي يعرفون أهمية تقديم أعمالهم للمراجعة المستقلة، وقاموا بإنشاء مجلتين على الأقل "لاستعراض الأقران" للمقالات التصميم الذكي. ومع ذلك، فإن إحداها فقد ضعفت لعدم وجود مواد وتوقفت عن النشر بهدوء، في حين أن الأخرى لديها ميول فلسفية أكثر صراحة. كلا المجلتين تستعمل معيار ضعيف لـ"مراجعة الاقران" الذي لا يزيد عن فحص من قبل هيئة التحرير أو زملاء المجتمع.
20. ↑  Isaak، Mark (المحرر). "CI001.4:  Intelligent Design and peer review". TalkOrigins Archive. Houston, TX: The TalkOrigins Foundation, Inc. مؤرشف من الأصل في 2019-04-06. اطلع عليه بتاريخ 2014-02-28. مع بعض المطالبات لاستعراض الأقران، لا سيما كامبل وماير (2003) وللمجلة الإلكترونية PCID، المراجعين هم أنفسهم المؤيدين المتحمسين للتصميم الذكي. الغرض من استعراض الأقران هو لفضح الأخطاء والضعف، والسهو كبيرة في الحجج. ولا يتم هذا الغرض إذا كان المراجعين من النقاد.
21. ↑  Kitzmiller v. Dover Area School District,  cv 2688 (20 ديسمبر 2005). , Whether ID Is Science, p. 81.
بالنسبة لتلك الأشياء التي من صُنع الإنسان، نحن نعلم هوية المصمم (الإنسان) وآلية التصميم، ومن خِلال الأدلة التجريبية فإن لدينا الخبرة على أن البشر يمكن له صنع مثل هذه الأمور، فضلاً عن العديد من الصفات الأخرى بما في ذلك قدرات المصمم والاحتياجات والرغبات. أما بالنسبة للتصميم الذكي فاإن أنصاره يرفضون اقتراح فرضيات حول هوية المصمم، ولا عن آلية التصميم، كما أن المصمم (أو المصممة أو المصممين) لم يُرى أبداً. في هذا السياق، يقول الخبير المستدعى من قبل الدفاع أستاذ "منج" بأنه في حالة الصنع البشري، فإننا نعلم هوية وقدرات المصمم البشري، لكننا لا نعرف أي من تلك الصفات للمصمم الحياة البيولوجية. بالإضافة إلى ذلك، يقول الأستاذ "بيهي" بأن بالنسبة لتصميم الصناعة البشرية، نعلم بالمصمم وخصائصه وأن أسس التصميم البشري التي لدينا لا وجود لها في تصميم النظم البيولوجية. وكان رد الأستاذ بيهي الوحيد عن هذه النقاط التي تبدو مستعصية على الحل بأن الاستدلال لا يزال يعمل في أفلام الخيال العلمي."
22. ↑  "WIRED Magazine response". Illustra Media. La Habra, CA: Illustra Media. مؤرشف من الأصل في 2008-12-20. اطلع عليه بتاريخ 2007-07-13. من المهم أيضا أن تقرأ الطعن لاتهامات صحيفة "Wired" المضللة. روابط أدناه تصل إلى المقالة والرد من قبل معهد ديسكفري (شركائنا في إنتاجإطلاق سر الحياة' والكوكب المميز).
  - Ratliff، Evan (أكتوبر 2004). "The Crusade Against Evolution". مجلة Wired". نيويورك: Condé Nast ع. 12.10. مؤرشف من الأصل في 2013-03-08. اطلع عليه بتاريخ 2014-02-28.
  - "Wired magazine reporter criticized for agenda driven reporting". المركز للعلم والثقافة. سياتل، واشنطن: معهد دسكفري. 13 أكتوبر 2004. مؤرشف من الأصل في 2017-09-08. اطلع عليه بتاريخ 2014-02-28.
23. ↑  "Guidance on the place of creationism and intelligent design in science lessons". Teachernet. London: Department for Children, Schools and Families. مؤرشف من الأصل (DOC) في 2008-01-08. اطلع عليه بتاريخ 2007-10-01. تزعم حركة التصميم الذكي هناك جوانب من العالم الطبيعي معقدة ومتخصصة لدرجة أنها لا يمكن أن تكون قد تطورت وإنما تم انشاؤها من قبل "مصمم ذكي". وعلاوة على ذلك فإنها تؤكد أن هذا الادعاء غير قابل للاختبار علميا، ومع ذلك فإنه يجب أن يدرس في حصص العلوم. التصميم الذكي يقع كله خارج نطاق العلم. في بعض الأحيان يتم نقل أمثلة يُقال أنها تتطلب "مصمم ذكي". ولكن العديد من هذه الامثلة وجدَ لها تفسير علمي في وقت لاحق، على سبيل المثال، الجهاز المناعي وآليات تخثر الدم. المحاولات لبناء فكرة "التعقيد المتخصص" الضرورية للتصميم الذكي محاطة بالرياضيات المعقدة. على الرغم من هذا فيبدو أن الفكرة متكونة أساساً من فكرة "إله الفراغات" القديمة. عدم وجود تفسير علمي مرضي لبعض الظواهر ('فجوة' في المعرفة العلمية) يُستعمل ليكون دليلا مفترضا على المصمم ذكي.